# Halecium textum
Halecium textum är en nässeldjursart som beskrevs av Paul Torben Lassenius Kramp 1911. Halecium textum ingår i släktet Halecium och familjen Haleciidae. Arten är reproducerande i Sverige. Inga underarter finns listade i Catalogue of Life.